# Peter Althof

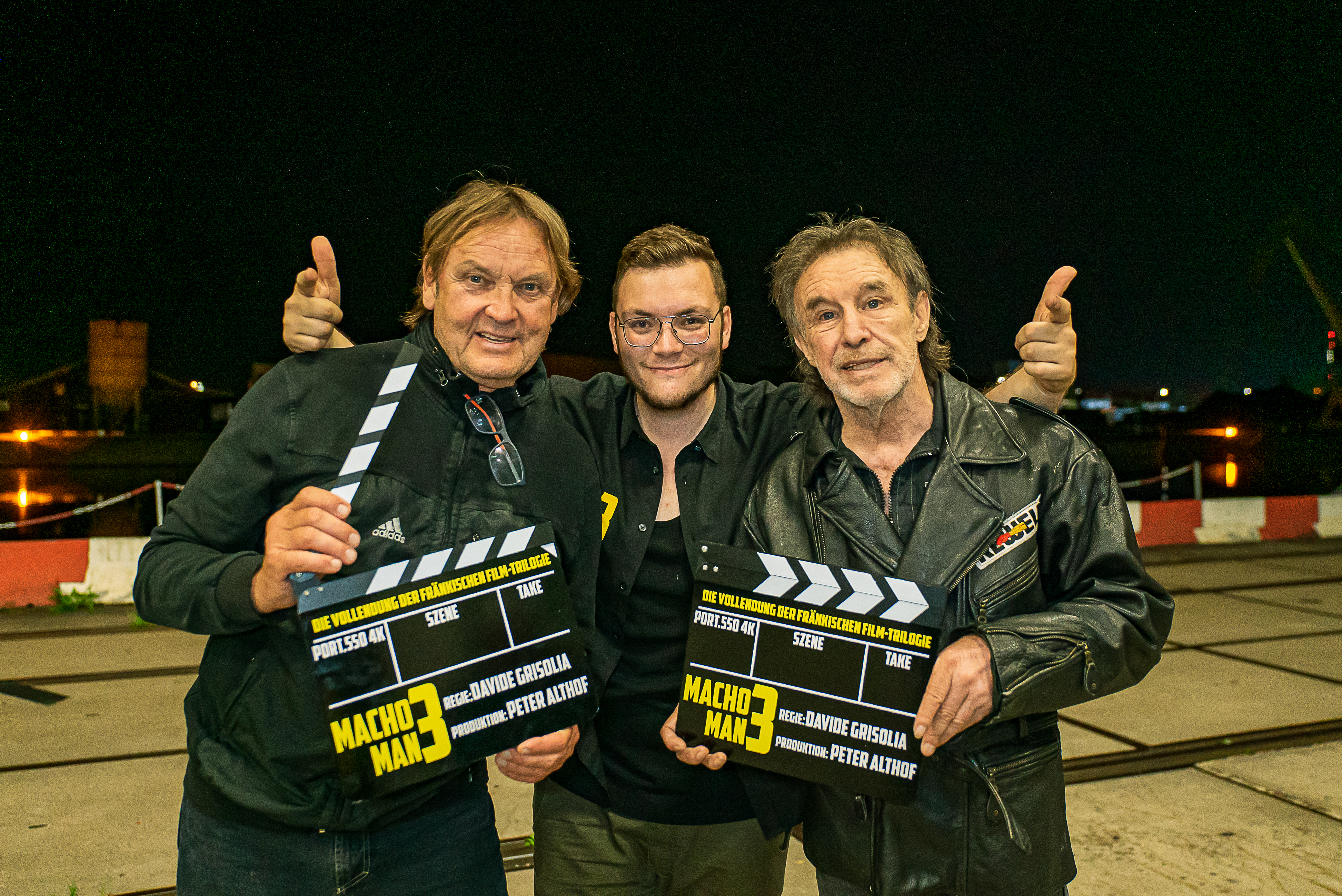
Peter Althof (links) bei den Dreharbeiten von Macho Man 3 (2020)

Peter Althof (* 17. August 1955 in Nürnberg) ist ein deutscher Personenschützer, ehemaliger Kampfsportler und Schauspieler.

## Karriere
Althof ist ein bekannter Personenschützer. Als solcher arbeitete er vor allem für Boxer und internationale Prominente aus Unterhaltungsindustrie und Politik. Seine Karriere erlitt einen zwischenzeitlichen Rückschlag, als er 2004 wegen Körperverletzung verurteilt wurde und seine Lizenz verlor. Daraufhin musste er sein Unternehmen verkaufen, bis er 2008 seine Lizenz zurückerhielt und ein neues Unternehmen gründete.
Nach der Schule absolvierte er zunächst eine Ausbildung zum Frisör. Er war über Jahre erfolgreich als Kampfsportler aktiv und ist ehemaliger Weltranglistenachter im Karate. 1985 wurde er deutscher Meister im Kickboxen, beziehungsweise Vollkontakt-Karate, ein Jahr später Europameister. Nachdem er bei der Bundeswehr selbst eine Spezialausbildung erhalten hatte, bildete er später selbst Militärpolizisten und Spezialkräfte im Nahkampf aus. Althof betreibt eine Kampfsport-Schule in Nürnberg.
Durch seine Karriere als Kampfsportler war es Althof möglich, über die Macho Man-Reihe ins Filmgeschäft einzusteigen. 1984 hatte er im Musikvideo Boxer-Rap von Rene Weller einen Auftritt. Im 1985 erschienenen ersten Film Macho Man von Regisseur Alexander Titus Benda spielte er an der Seite von René Weller die Hauptrolle des Karateka Andreas Arnold. 32 Jahre später, 2017, erschien die Fortsetzung Macho Man 2 von Regisseur Davide Grisolia. 2022 sollte Althof auch im letzten Teil Macho Man 3, dessen Dreharbeiten im Juli 2020 begannen, den Andreas Arnold verkörpern. Bei den beiden letzten Teilen wirkte er auch als Produzent mit.
Althof war 2009 Zentrum der vom TV-Sender der Sueddeutschen Zeitung erstellten Reportage Schutzengel im Anzug – Bodyguard im Nahkampf, die ihn unter anderem beim Schutz der Klitschko-Brüder begleitete. 2021 etablierte er mit „Althofs Senioren Service“, bei dem er mit Senioren spaziert oder Besorgungen oder Arztbesuche erledigt, ein weiteres Geschäftsmodell. Im gleichen Jahr wirkte er bei Das perfekte Promi-Dinner mit. Anfang 2022 zog er als Kandidat der 15. Staffel von Ich bin ein Star – Holt mich hier raus! in den Dschungel Südafrikas, wo er den 5. Platz erreichte.

## Privates
Althof lebt mit seiner Frau Sandra Rajcic in Nürnberg-Laufamholz. Er hat mit ihr eine Tochter (* 2003, ⚭ Vito Schnabel), aus einer anderen Beziehung einen Sohn, Dennis.
Althof engagiert sich ehrenamtlich; die von ihm gegründete Initiative „run & box“ gegen Gewalt an Schulen wurde mit mehreren Preisen ausgezeichnet.

## Auftritte

### Film
- 1985: Macho Man
- 2017: Macho Man 2
- 2022: Macho Man 3

### Fernsehen
- 2009: Schutzengel im Anzug – Bodyguard im Nahkampf
- 2020: STUDIO Z
- 2021: Das perfekte Promi-Dinner
- 2022: Ich bin ein Star – Holt mich hier raus!
- 2023: Ich bin ein Star – Die Stunde danach